# Fiskeribyer i Danmark
Betegnelsen fiskeriby for byer opståede eller udviklede ved moderne havneanlæg stammer fra geografen Aage Aagesen. Ved fiskeribyer forstås bebyggelser, hvor mere end halvdelen af den virksomme befolkning med fast arbejde er beskæftiget ved fiskeri og med havn, det vil sige et vandareal afgrænset fra havet og beskærmet mod dettes bølger og strømme med mindst 2 moler (en mole er en stensætning fra kysten, eventuelt afgrænset ved et bolværk af træ og/eller udplanet flade egnet til færdsel). Fiskeribyer opstod først fra midten af 1800-tallet samt i 1900-tallet, de fleste var tidligere fiskerlejer og flere voksede til at have mere end 200 indbyggere. I mange tilfælde faldt fiskeriets betydning efterhånden. Men selvom fiskeri ikke mere udgør næringsvej for mere end halvdelen af disse steders indbyggere, spiller det fortsat en stor rolle, ikke mindst ved den hertil knyttede fiskeindustri samt for handlende og fragtfirmaer, der forestår videreforsendelsen til kunder i ind- og udland.

## Fiskeribyernes historie
I anden halvdel af 1800-tallet og begyndelsen af 1900-tallet byggedes mange steder enkle moler, senere udvidede til egentlige havne (hvorved fiskerlejerne skiftede karakter til fiskeribyer). Omkring midten af 1800-tallet fremkom der planer om at bygge en række nye havne langs Jyllands vestkyst, hvorfra der skulle udveksles industrivarer med udlandet, men kun Esbjerg havn nåede at blive bygget i første omgang (anlagt 1868).
I 1919 afholdtes en arkitektkonkurrence om en helt ny havneby ved Hirtshals (vundet af Steen Eiler Rasmussen og Knud Christiansen), og 1917 vedtog Folketinget en lov om støtte til anlæg af en havn ved Hanstholm, men som følge af for små årlige bevillinger gik arbejdet i stå i 1930'erne. Under 2. Verdenskrig blev den kalkhorst, som lå bag havnen, omdannet til et fæstningsanlæg. Det ufærdige havneanlæg forfaldt yderligere, og af frygt for invasion blev alle bygninger på havnepladsen sprængt bort. Indbyggerne blev forflyttede. Efter krigen mente en kommission i 1951, at man skulle undlade at færdigbygge den ruinagtige Hanstholm havn, og at der i stedet skulle satses på en udbygning af andre, intakte havne ved Vestkysten. Som følge af omfattende protester og efter endnu et kommissionsarbejde besluttede Folketinget ved en lov af 1960, at havnen skulle bygges færdig og fungere både som fiskerihavn og havn for skibsfarten. En særlig byplangruppe fik til opgave at lave en byplan for Hanstholm; denne forelå i form af et forslag til dispositionsplan i 1966. Af andre nyere fiskeribyer ved Vestkysten kan nævnes Thyborøn, Thorsminde, Hvide Sande og Nymindegab.

## Befolkningsforhold i fiskeribyer
Fiskeribyernes havneanlæg fik stor betydning for de stedlige indbyggerforhold, dels med hensyn til disses udvikling, dels med hensyn til indbyggernes næringsmæssige sammensætning:
| År   | Hirsthals | Hanstholm | Hvide Sande | Thorsminde | Thyborøn |
| ---- | --------- | --------- | ----------- | ---------- | -------- |
| 1906 | 437       | -         | -           | -          | 136      |
| 1911 | 498       | -         | -           | -          | 147      |
| 1916 | 516       | 295       | -           | -          | 151      |
| 1921 | 1.039     | 320       | -           | -          | 277      |
| 1925 | 1.219     | 661       | -           | -          | 331      |
| 1930 | 1.287     | 671       | -           | -          | 607      |
| 1935 | 1.438     | 726       | -           | -          | 927      |
| 1940 | 1.546     | 779       | 409         | -          | 1.208    |
| 1945 | 2.133     | -         | 783         | -          | 1.400    |
| 1950 | 2.532     | -         | 1072        | -          | 1.708    |
| 1955 | 3.144     | -         | 1273        | -          | 1.880    |
| 1960 | 4.177     | -         | 1.514       | 438        | 2.134    |
| 1965 | 4.799     | -         | 1.775       | 461        | 2.351    |
| 1976 | 6.838     | 2.339     | 2.810       | 609        | 2.627    |
| 1981 | 6.942     | 2.490     | 3.100       | 647        | 2.766    |
| 1986 | 6.898     | 2.571     | 3.345       | 647        | 2.819    |
| 1989 | 6.891     | 2.624     | 3.376       | 633        | 2.851    |
| 1996 | 7.009     | 2.626     | 3.293       | 602        | 2.764    |
| 2000 | 6.880     | 2.426     | 3.244       | 541        | 2.715    |
| 2004 | 6.665     | 2.363     | 3.290       | 482        | 2.595    |

Ved folketællingen 1930 opgjordes indbyggerne i Hansted (Hanstholm) efter sysselsætning således: 282 ernærede sig ved fiskeri og landbrug, 147 ved håndværk og industri, 19 ved handel og omsætning, 156 ved samfærdsel, 12 ved immateriel virksomhed, 49 ved husgerning, 35 var ude af erhverv og 2 havde ikke oplyst næringsvej. I Hirtshals ernærede 383 sig ved fiskeri og landbrug, 418 ved håndværk og industri, 114 ved handel og omsætning, 148 ved samfærdsel, 47 ved immateriel virksomhed, 107 ved husgerning, 57 var ude af erhverv og 13 havde ikke oplyst næringsvej.

## Danske fiskeribyer
Eksempler på danske fiskeribyer er:
- Esbjerg (senere ophøjet til købstad)
- Gilleleje
- Hanstholm
- Hirtshals
- Hvide Sande
- Thorsminde
- Thyborøn
- Grenaa